# خوسيه لويس موراليس مارتين
خوسيه لويس موراليس مارتين (بالإسبانية: José Luis Morales Martín)‏ (2 أغسطس 1973 بمدريد في إسبانيا - ) هو لاعب كرة قدم إسباني في مركز الهجوم. شارك مع منتخب إسبانيا تحت 16 سنة لكرة القدم ومنتخب إسبانيا تحت 17 سنة لكرة القدم ومنتخب إسبانيا تحت 18 سنة لكرة القدم ومنتخب إسبانيا تحت 21 سنة لكرة القدم. أما مع النوادي، فقد لعب مع ريال خاين وريال سبورتينغ خيخون وريال مايوركا وريال مدريد ج وريال مدريد كاستيا وريال مدريد ولوغرونيس ونادي سالامانكا ونومانسيا ونيو إنجلاند ريفولوشن وجيمناستيسيا توريلافيجا ‏ ونادي بالاموس ‏ وCD Móstoles ‏ ونادي سانتا كلارا.

## وصلات خارجية
- خوسيه لويس موراليس مارتين على موقع الدوري الأمريكي (الإنجليزية)
- خوسيه لويس موراليس مارتين على موقع قاعدة بيانات كرة القدم.إي يو (الإنجليزية)
- خوسيه لويس موراليس مارتين على موقع أوليمبيديا (الإنجليزية)